# 結城信輝
結城 信輝（ゆうき のぶてる、1962年12月24日 - ）は、日本のアニメーター、キャラクターデザイナー、イラストレーター、漫画家、同人漫画家。東京都出身。アートランド、D.A.S.Tを経て、現在はフリーランスで活動中。

## 経歴
埼玉県立戸田高等学校卒業。同校「マンガ・アニメ研究同好会（現：マンガ・アニメ研究部）」にて活動歴あり。
国民健康保険の事務に就職したが、アニメーターになるのをあきらめきれず、退職してアニメーターになった。永野護、川村万梨阿、飯田史雄（SUEZEN）とは仲が良く、昔は皆で結城の誕生日であるクリスマスイヴに東京ディズニーランドへ行っていた。
同人誌活動を「高い城の男」・「ユービック」のサークル名で行っている。発行される同人誌には、彼の手がけた作品群の原画・描き下ろしの漫画を収録している。一方で『ラルフィリア・サーガ』（有里紅良 / 電撃文庫刊）を手掛けた事から、同人サークルら・むうんのゲストメンバーのひとりとして、いくつかの作品に関わっている。

## イラスト・デザイン

### テレビアニメ
1983年
- 超時空世紀オーガス（原画）

1984年
- ふしぎなコアラブリンキー（12話原画）
- 重戦機エルガイム（38話原画）
- 北斗の拳（49話原画）

1985年
- ダーティペア（11話原画）

1996年
- 天空のエスカフローネ（キャラクターデザイン、OP・ED作画監督）

1999年
- カードキャプターさくら（ED2作画）
- 天使になるもんっ！（ED原画）

2002年
- ヒートガイジェイ（キャラクターデザイン、総作画監修、OP作画監督）
- ボンバーマンジェッターズ（14話原画）

2003年
- SPACE PIRATE CAPTAIN HERLOCK（キャラクターデザイン、総作画監督、1・2話作画監督）
- LAST EXILE（15話原画）

2005年
- Xenosaga THE ANIMATION（キャラクターデザイン）
- 創聖のアクエリオン（2話作画監督）
- Paradise Kiss（キャラクターデザイン、総作画監督、OP作画監督）
- ノエイン もうひとりの君へ（23話作画監督）
- 蟲師（18話作画監督）

2006年
- NANA（OP2原画）

2007年
- 地球へ…（キャラクターデザイン、OP1・2作画監督）

2008年
- ブラスレイター（21話作画監督、原画）

2009年
- AFRO SAMURAI RESURRECTION（原画）

2010年
- 聖痕のクェイサー（ED原画）
- 薄桜鬼（OP原画）

2011年
- 聖痕のクェイサーII（OP原画）
- マケン姫っ！（キャラクターデザイン、総作画監督）

2012年
- 宇宙戦艦ヤマト2199（キャラクターデザイン）
- 松本零士『オズマ』（デザイン協力）
- 坂道のアポロン（キャラクターデザイン、作画監督補佐）
- アクセル・ワールド（OP2原画）

2013年
- 宇宙戦艦ヤマト2199（キャラクターデザイン、総作画監督、作画監督）
- ファンタジスタドール（ユークリッドデバイスデザイン）

2014年
- はじめの一歩 Rising（20話原画）

2016年
- orange（キャラクターデザイン）

2018年
- フルメタル・パニック！ Invisible Victory（11話キャラクター作画監督）

2023年
- アンダーニンジャ（キャラクターデザイン）

### 劇場アニメ
1984年
- 超時空要塞マクロス 愛・おぼえていますか（原画）

1987年
- 王立宇宙軍 オネアミスの翼（原画）

1989年
- ファイブスター物語（キャラクターデザイン・作画監督）

1992年
- 風の大陸（キャラクターデザイン）

1996年
- X（キャラクターデザイン・総作画監督）

1999年
- CLOVER（キャラクターデザイン、作画監督）

2000年
- 劇場版カードキャプターさくら 封印されたカード（作画監督協力）
- エスカフローネ（キャラクターデザイン・アニメーションディレクター）
- ああっ女神さまっ（作画監督補佐）

2014年
- 宇宙戦艦ヤマト2199 星巡る方舟（キャラクターデザイン・総作画監督）

### OVA
1985年
- メガゾーン23（原画）

1986年
- メガゾーン23 PART II　秘密く・だ・さ・い（作画監督補佐、原画）

1987年
- 真魔神伝 バトルロイヤルハイスクール（キャラクターデザイン、作画監督、原画）

1988年
- クレオパトラD.C.（キャラクターデザイン、作画監督）
- エンゼルコップ（キャラクターデザイン、4話Special Thanks）

1991年
- ロードス島戦記（キャラクターデザイン、総作画監督、13話作画監督）
- スケバン刑事（キャラクターデザイン）

1993年
- 銃夢（キャラクターデザイン、総作画監督）
- X2 ダブルエックス（キャラクターデザイン、作画監督）

2017年
- 宇宙戦艦ヤマト2202 愛の戦士たち（キャラクターデザイン）

2021年
- 宇宙戦艦ヤマト2205 新たなる旅立ち（キャラクターデザイン）

### ゲーム
1990年
- ブランディッシュ（パッケージイラスト）

1992年
- エルムナイト（パッケージイラスト）
- サークIII（パッケージイラスト）
- コンバットライブス（テレホンカード・雑誌広告のイラスト）

1993年
- 天使の詩II ～堕天使の選択～（キャラクターデザイン）

1994年
- カイザーナックル（キャラクターデザイン）

1995年
- 聖剣伝説3（キャラクターイラスト）
- 黒の剣（キャラクターデザイン）

1997年
- アザーライフ アザードリームス（パッケージイラストのみ）

1998年
- テイルコンチェルト（キャラクターデザイン）
- ドラゴンフォースII　神去りし大地に（キャラクターデザイン）

1999年
- クロノ・クロス（キャラクターデザイン）

2000年
- ブレイドアーツ 〜黄昏の都ルルイエ〜（キャラクターデザイン）

2002年
- ラグナロクオンライン（OPムービーキャラクターデザイン、作画監督）
- 北へ。〜 Diamond Dust〜（OP作画監修）

2003年
- 幻想三国誌（パッケージイラスト）

2005年
- テイルズ オブ レジェンディア（アニメパート原画）

2010年
- Solatorobo それからCODAへ（キャラクターデザイン・アニメパート総作画監督）

## 書籍

### 漫画作品
- 『ヴェルバーサーガ』富士見書房・角川書店 〈ドラゴンコミックス〉 全3巻（『月刊ドラゴンマガジン』1988年8月号から1994年11月号まで連載）

1. 1990年7月20日発売、ISBN 978-4-82-918307-6
2. 1993年5月12日発売、ISBN 978-4-82-918328-1
3. 2003年10月1日発売、ISBN 978-4-04-926233-9

コンセプトデザイン

- 『セイル』講談社 〈マガジンZKC HXL ヒーロークロスラインシリーズ〉 全2巻（『ヒーロークロスライン』連載） - 原作：有里紅良、漫画：夢来鳥ねむ

### 小説挿絵
- 『ラルフィリア・サーガ』メディアワークス 〈電撃文庫〉 既刊2巻 - 著：有里紅良
- 『双星記』角川書店〈角川スニーカー文庫〉全5巻 - 著：荻野目悠樹
- 『リルガミン冒険奇譚―ウィザードリィ異聞』 アスペクト〈ログアウト冒険文庫〉全3巻 - 著：竹内誠
- 『トレボーと黄金の剣―ウィザードリィ正伝』アスペクト〈ログアウト冒険文庫〉全1巻 - 著：多摩豊
- 『オーラバトラー戦記』第1巻 〈角川スニーカー文庫版〉1巻 - 著：富野由悠季
- 『ラプラスの魔』〈角川文庫スニーカー〉全1巻 - 著：山本弘 原著：安田均
- 『時の果てのフェブラリー 赤方偏移世界』〈角川文庫スニーカー〉全1巻 - 著：山本弘

### 画集
- 『ファイブスター物語 修正原画集』（高い城の男、1993年8月15日発行）※同人誌
- 『結城信輝画集 PHANTASIEN』（富士見書房〈ドラゴンマガジンスペシャル〉、1995年3月30日初版発行）ISBN 4-8291-9114-7
- 『XX修正原画集』（THE MAN IN THE HIGH CASTLE(高い城の男)、1998年5月10日発行）※同人誌
- 『ANVIL 結城信輝ラフ原画集』（THE MAN IN THE HIGH CASTLE(高い城の男)、1998年8月16日発行）※同人誌
- 『結城信輝画集 聖剣伝説3』（THE MAN IN THE HIGH CASTLE(高い城の男)、1998年12月30日発行）※同人誌
- 『ANVIL II 結城信輝ラフ原画集』（THE MAN IN THE HIGH CASTLE(高い城の男)、2000年8月11日発行）※同人誌
- 『結城信輝画集 千紫萬紅』『結城信輝画集 PHANTASIEN II』2冊組（角川書店、2002年8月20日初版発行）ISBN 4-04-853494-7
- 『ANVIL III 結城信輝ラフ原画集』（THE MAN IN THE HIGH CASTLE(高い城の男)、2002年12月28日発行）※同人誌
- 『結城信輝 ヒートガイ・ジェイ 修正原画集』（THE MAN IN THE HIGH CASTLE(高い城の男)、2003年8月16日発行）※同人誌
- 『結城信輝 ヒートガイ・ジェイ 修正原画集 II』（THE MAN IN THE HIGH CASTLE(高い城の男)、2003年12月29日発行）※同人誌
- 『結城信輝 ヒートガイ・ジェイ 修正原画集 III』（THE MAN IN THE HIGH CASTLE(高い城の男)、2004年8月14日発行）※同人誌
- 『結城信輝「地球へ」OP修正原画・設定資料集』（THE MAN IN THE HIGH CASTLE(高い城の男)、2007年12月29日発行）※同人誌
- 『結城信輝 SPACE PIRATE CAPTAIN HERLOCK OUTSIDE LEGEND レイアウト画集』（THE MAN IN THE HIGH CASTLE(高い城の男)、2010年8月15日発行）※同人誌
- 『宇宙戦艦ヤマト 2199 結城信輝 原画集』（株式会社スタイル、2014年8月15日第1刷発行）ISBN 978-4-90-294813-4
  - 上巻、下巻、購入特典カラー原画集 3冊セット
- 『結城信輝 宇宙戦艦ヤマト2199 初期キャラクターデザイン&ラフイラスト集』（THE MAN IN THE HIGH CASTLE(高い城の男)、2014年12月28日発行）※同人誌

### テクニックブック
- 『KADOKAWA MOOK「アート探険隊」HOW to ART VOL.2 MIXED MEDIA LESSON』（角川書店〈カドカワムック ニュータイプ100%コレクション・エクストラ〉、1995年3月10日初版発行）雜誌62480-38
- Comickersテクニックブック『イラストスタートアップガイド アクリル絵具 Acrylic Color』（美術出版社、2002年2月1日初版発行）ISBN 4-568-50230-6